# Kantplatz (Darmstadt)
Der Kantplatz ist ein öffentlicher Platz in Darmstadt. Er wurde nach dem Philosophen Immanuel Kant benannt.

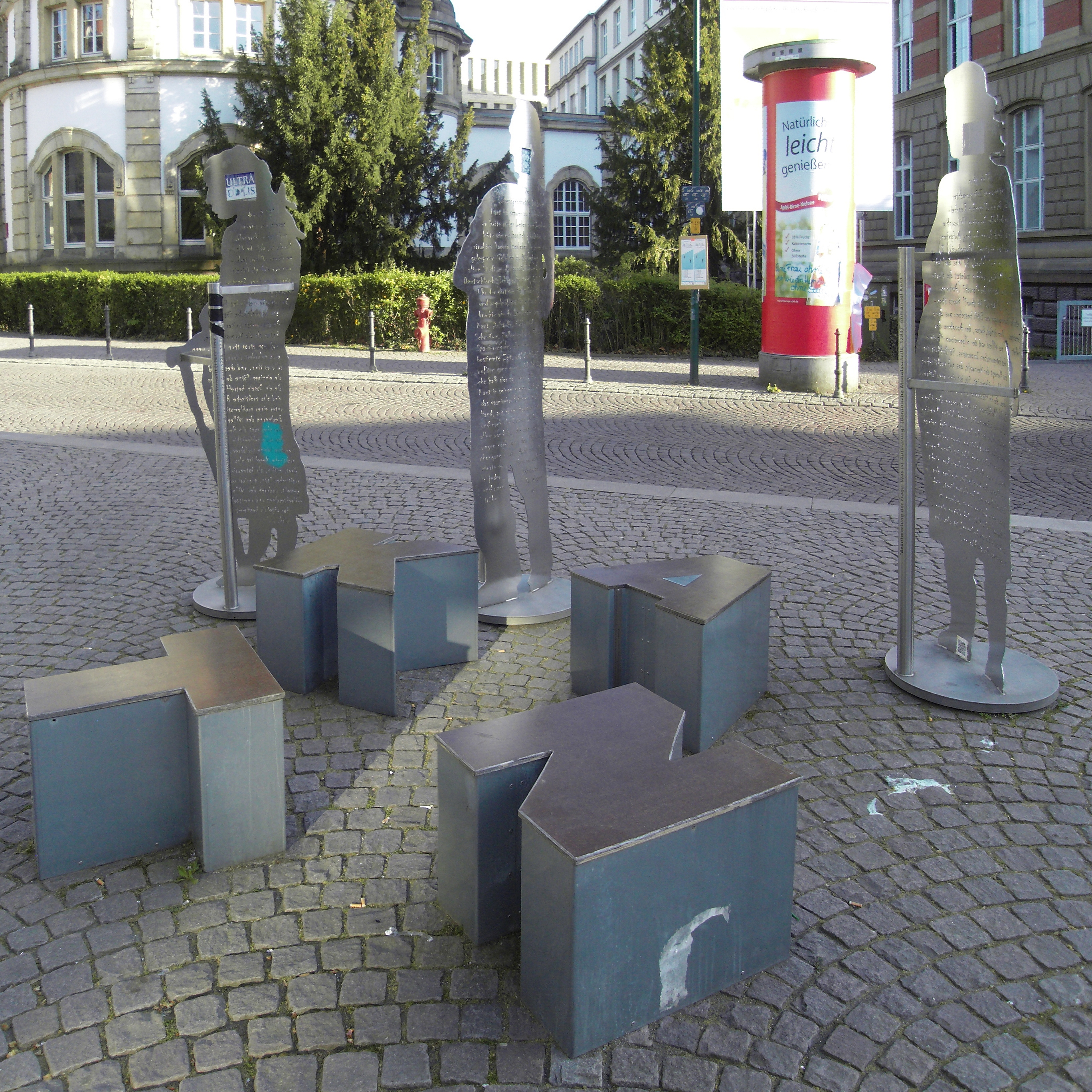
KANT Sitzhocker auf dem Kantplatz

## Lage
Der Platz wird von der Pankratiusstraße nach Norden, der Schloßgartenstraße im Westen und der Magdalenen-/Lauteschlägerstraße im Süden abgegrenzt. Nach Osten hin wird der Kantplatz von Bebauung abgegrenzt.

## Geschichte
Bis zur Errichtung der Martinskirche 1885 war der Kantplatz Mittelpunkt des Martinsviertel. Die „Initiative lebendiger Kantplatz“, welche 2013 gegründet wurde, möchte den Kantplatz beleben.

## Ausgestaltung

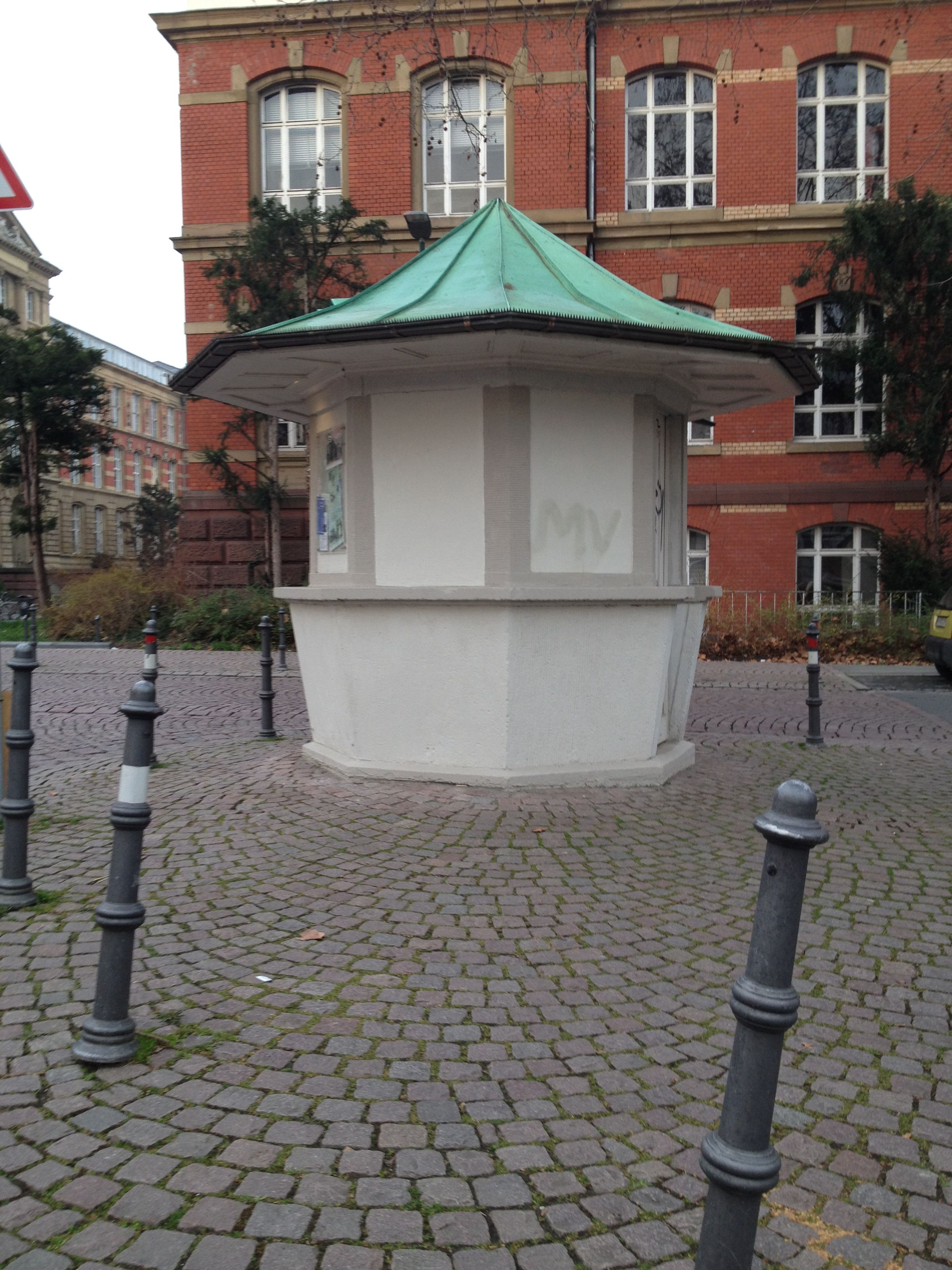
Kioskhäuschen auf dem Kantplatz von August Buxbaum

Auf dem Kantplatz wurde ein Kioskhäuschen von August Buxbaum errichtet. Dieses steht leer und zerfällt.

## Veranstaltungen
Im Juni/Juli sowie im September/Oktober findet ein Flohmarkt mit Lesung auf dem Platz statt.
Am 2. August 2014 fand zum zweiten Mal ein Afrika-Fest statt.

## Öffentliche Einrichtungen
- Einrichtungen der Technischen Universität Darmstadt